# Округ Салин (Арканзас)
Округ Салин (енгл. Saline County) је округ у америчкој савезној држави Арканзас. По попису из 2010. године број становника је 107.118. Седиште округа је град Бентон.

## Демографија
Према попису становништва из 2010. у округу је живело 107.118 становника, што је 23.589 (28,2%) становника више него 2000. године.
| Група             | 2000.          | 2010.          |
| Белци             | 78.968 (94,5%) | 95.298 (89,0%) |
| Афроамериканци    | 1.838 (2,2%)   | 4.994 (4,7%)   |
| Азијати           | 477 (0,6%)     | 931 (0,9%)     |
| Хиспаноамериканци | 1.090 (1,3%)   | 4.087 (3,8%)   |
| Укупно            | 83.529         | 107.118        |